# Erna Björk Sigurðardóttir
Erna Björk Sigurðardóttir (* 30. Dezember 1982) ist eine ehemalige isländische Fußballspielerin.

## Karriere

### Vereine
Sigurðardóttir spielte im Seniorinnenbereich von 1998 bis 2009 ausschließlich für den in Kópavogur ansässigen Breiðablik Kópavogur in der Besta deild kvenna, der höchsten Spielklasse im isländischen Frauenfußball. Sie kam in diesem Zeitraum in 135 Punktspielen zum Einsatz, in denen sie 51 Tore erzielte. Ihr Debüt gab sie am 22. Mai 1998 im torlosen Spiel beim ÍA Akranes. Ihr erstes Ligator erzielte sie am 18. Juni 1998 beim 8:0-Sieg im Auswärtsspiel gegen Ungmennafélagið Fjölnir mit dem Treffer zum 5:0 in der 53. Minute. Ihr letztes Punktspiel bestritt sie am 27. September 2009 beim 7:0-Sieg im Heimspiel gegen den GRV. Während ihrer Vereinszugehörigkeit gewann sie je dreimal die Meisterschaft und den nationalen Vereinspokal; 2000 und 2005 gelang das Double.

### Nationalmannschaft
Sigurðardóttir kam als Nationalspielerin für den KSI in der U16-Nationalmannschaft im Jahr 1998 zu ihrem Debüt und bestritt bis ins Jahr 1999 insgesamt acht Länderspiele. Ihre ersten drei Länderspieltore gelangen ihr in der U19-Nationalmannschaft im Jahr 1999; ihr erstes erzielte sie am 18. August 1999 beim 11:0-Sieg über die U19-Nationalmannschaft Estlands mit dem Treffer zum 7:0 in der 67. Minute, zwei weitere am 22. August 1999 beim 9:0-Sieg über die U19-Nationalmannschaft Ungarns mit den Treffern zum 4:0 und 9:0 in der 43. und 82. Minute. Im Spieljahr 2000 kam sie zu zwei weiteren Länderspielen.
Für die U21-Nationalmannschaft bestritt sie in fünf Jahren 14 Länderspiele, in denen sie zwei Tore erzielte. Für die A-Nationalmannschaft bestritt sie in sieben Jahren 36 Länderspiele, die meisten mit neun im Spieljahr 2006. Sie nahm mit ihrer Mannschaft an den Turnieren um den Algarve-Cup 2007, 2009 und 2010 teil und war mit ihr auch bei der Europameisterschaft 2009 vertreten. Sie wurde in den ersten beiden Spielen der Gruppe B bei der 1:3-Niederlage gegen die Nationalmannschaft Frankreichs und der 0:1-Niederlage gegen die Nationalmannschaft Norwegens eingesetzt. Ihr letztes A-Länderspiel bestritt sie am 3. März 2010 in Faro beim 3:0-Sieg über die Nationalmannschaft Portugals im Spiel um Platz 9 im Turnier um den Algarve-Cup.

## Erfolge
- Isländischer Meister 2000, 2001, 2005
- Isländischer Pokalsieger 1998, 2000, 2005